# Pyrenulaceae
Famille
Les Pyrenulaceae sont une famille de champignons ascomycètes. Il s'agit presque exclusivement de  lichens corticoles au thalle généralement insignifiant : lorsqu'il est apparent, il est fin, peu complexe et encroûtant, mais il est le plus souvent soit immergé dans le substrat, soit absent. Les espèces lichénisées sont associées à des algues vertes de la famille des Trentepohliaceae. L'organe de la reproduction sexuée est un périthèce, les représentants de cette famille manquant totalement des propagules classiques des lichens, isidies et sorédies. La famille comporte plus de 400 espèces, majoritairement tropicales, appartenant surtout au genre Pyrenula.

## Liste des genres
Selon Myconet :
- Acrocordiella
- Anthracothecium
- Clypeopyrenis
- Distopyrenis
- Granulopyrenis
- Lacrymospora (incertae sedis)
- Lithothelium
- Mazaediothecium
- Parapyrenis
- Polypyrenula
- Pyrenographa
- Pyrenowilmsia
- Pyrenula
- Pyrgillus
- Sulcopyrenula